# Gauntlet
Gauntlet és un videojoc de màquina recreativa de fantasia i hack and slash, fet per Atari Games. Amb data de llançament a l'octubre de 1985, Atari va vendre un total de 7.848 màquines recreatives de Gauntlet. És denotat com un dels primers arcades a implementar el joc de masmorres amb multijugador.

## Desenvolupament
Originalment anomenat Dungeons, el joc va ser concebut pel dissenyador de jocs d'Atari Ed Logg. Ell va basar la seva inspiració en l'interès del seu fill per jugar jocs com Dungeons & Dragons i en el seu propi interès en el joc d'ordinador per a l'Atari 800, aparegut el 1983, de nom Dandy. El desenvolupament del joc va començar de 1983 a 1985 amb un equip liderat pels dissenyadors Ed Logg i Roger Zeigler. El nom del joc en progrés es va tornar legalment no disponible a l'abril de 1985 així que va ser anomenat Gauntlet al maig. Basat en el més elaborat disseny de maquinari en la història d'Atari fins avui, és el primer joc creat per la companyia, operat amb monedes que incloïa un sintetitzador de veu.

## Gauntlet: The Deeper Dungeons
Gauntlet: The Deeper Dungeons és una expansió per al joc original, amb 512 nous nivells que requereixen el programa original. Llançat el 1987 per la companyia britànica U.S. Gold al Regne Unit i Europa i Mindscape als Estats Units. Va ser llançat per a Amstrad CPC, MSX, Atari ST, Atari 8-bit, Commodore 64 i ZX Spectrum. Va ser desenvolupat per Gremlin Graphics Software Ltd.
Molts dels seus nivells eren entrades en un concurs per a tot Europa, on solament 10 guanyadors eren premiats, "Un plat de Gauntlet i una còpia del programa pels seus ordinadors" El concurs va ser anunciat en les instruccions de diversos jocs: "El 1987, U.S. Gold llançarà una expansió en cassette de Gauntlet contenint centenars de nous nivells i cambres de tresors. Pots guanyar l'oportunitat de tenir el teu propi laberint inclòs en aquesta cinta!" Els nivells eren presentats aleatòriament i el seu grafisme es contenia en el costat de les cabines, solament amb el jugador principal mostrat. Els enemics eren remoguts de la imatge i reemplaçats per un fons rosa.
Molts crítics van notar que la dificultat dels nivells era més alta que la del joc original, a més del consens de no ser tan bé com el primer joc o les (en aquest temps) noves seqüeles llançades per l'arcade.

## Recepció
Aquest joc va ser altament rendible des del seu llançament a l'octubre de 1985, segons s'informa a San Mateo, Califòrnia un operador d'arcade en 16 setmanes i un altre operador a Canadà amb un guany de $4.500 en nou dies. Atari va vendre un total de 7.848 cabines de Gauntlet. En els premis Golden Joystick Awards a Londres de 1986, Gauntlet va guanyar el premi Joc de l'Any, va ser inclòs en la categoria dels jocs d'arcade per a jocs de l'any.
La versió per Macintosh del joc va ser analitzat el 1989 a la revista Dragon #150 per Hartley, Patricia, and Kirk Lesser en la columna de"The Role of Computers". Els analitzadors li van donar al joc una puntuació de 4 de 5 estrelles. Computer and Video Games va augmentar la precisió de la versió d'Amstrad, dient que tenia "bons gràfics, bon so i perfecta jugabilitat." Crash va augmentar la qualitat i velocitat del moviment de la pantalla, així com la longevitat amb Avenger com l'única alternativa. En la ressenya de "Master System", "ACE" va dir que les persones de totes les edats podrien tenir una major habilitat per controlar els controls i les tasques. La versió de Spectrum va ser la més venuda de 1986, i va ser votada número 38 en els Your Sinclair Readers' Top 100 Games of All Time.
Per a la sortida de Mega Drive en 1993, MegaTech va dir que "l'execució és perfecta" i que passa bé la prova del temps. Ells van continuar dient que és "un joc brillant i un dels jocs que garanteixen l'atenció immediata." Mega va comentar la longevitat del joc, dient que era "un joc molt divertit i una bona opció". Ells van posar el joc en el lloc 19 de la seva llista dels millors jocs per a Mega Drive de tots els temps.
Més d'una dècada després del seu llançament, la Official UK PlayStation Magazine va notar que ells "gastaven diverses nits davant d'una màquina de Gauntlet", però van dir que les limitants han estat aparents des dels 1990s.

### Controvèrsia
La controvèrsia es va donar a conèixer després de la sortida del joc en arcades i al Nintendo Entertainment System. A Ed Logg, el co-creador de Asteroids i Centipede, se li dona crèdit com un dels creadors originals de Gauntlet en la versió d'arcade, així com en la versió de NES llançada el 1987. Després del seu llançament, John Palevich va fer una demanda, al·legant que el concepte original forma part de Dandy (després Dandy Dungeon), un joc per l'Atari 800 escrit per Palevich el 1983. El conflicte va ser resolt sense necessitat de portar-ho a judici, amb Atari Games fent negocis amb Tengen premiant a Palevich amb un arcade de Gauntlet. Logg va ser llevat del seu crèdit en les versions subseqüents en el llançament de NES el 1987. Encara que se li va donar crèdit com a "agraïments especials" el 1986, el seu nom va ser remogut dels crèdits en lliuraments posteriors. Logg actualment no reclama inclusió en el llançament de la versió per NES. El joc Dandy després va ser re-treballat per Atari i va ser re-publicat per a Atari 2600, Atari 7800 i Atari XE com a Dark Chambers el 1988, subseqüent al llançament de Gauntlet II el 1987.

### Llegat
El 23 de setembre de 2014, Arrowhead Game Studios va llançar una nova versió exclusivament per Windows sota els mateixos títols a més de portar una versió sense registrar del joc original: Gauntlet?.

### En la cultura popular
La línia "Red warrior needs food badly!" va ser nomenada la tercer millor frase al gener del 2002 per Electronic Gaming Monthly. La setena cançó de l'àlbum de Five Iron Frenzy The End is Near porta títol de "The Wizard Needs Food Badly," i conté mostres de Gauntlet. En el costat B d'un dels discos de We Are Scientists, Chick Lit EP conté una cançó anomenada "Gauntlet" en referència la jugo. El seu àlbum. Brain Thrust Mastery conté molts títols de cançons de videojocs així com "Lethal Enforcer," "Altered Beast" and "Ghouls" (de Ghouls 'n Ghosts). Belgian band à;GRUMH... va llançar "Wizard Needs Food" en el seu àlbum de 1988 Bloody Side, amb lletres similars al tema de Gauntlet La creació de Blizzard, World of Warcraft té una missió secundària anomenada "Blue Dwarf Needs Food Badly" en la Kun-Lai Summit, zona de Pandaria. El rècord mundial de resistència en Gauntlet és a Hanover, Pennsylvania amb una puntuació de 5,1 milions de punts fins al 6 de desembre de 2013.